# Dechy
 Dechy  es una población y comuna francesa, en la región de Norte-Paso de Calais, departamento de Norte, en el distrito de Douai y cantón de Douai-Sud.

## Demografía
| 6356 | 6165 | 6630 | 5720 | 5464 | 5283 |
| Para los censos de 1962 a 1999 la población legal corresponde a la población sin duplicidades (Fuente: INSEE [Consultar]) |      |      |      |      |      |